# Absalon Pederssøn Beyer

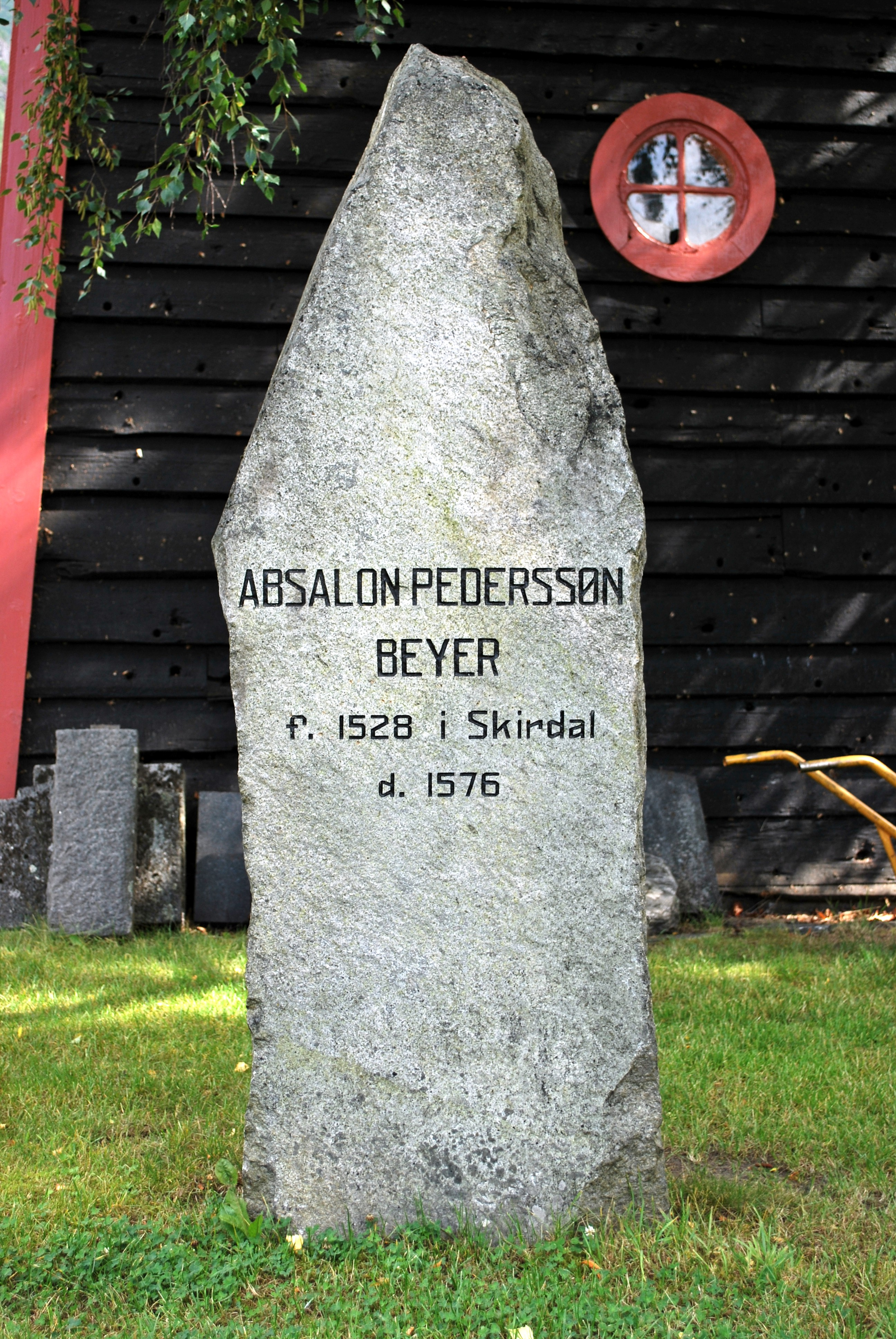
Minnessten vid Vangen kyrka i Aurland.

Absalon Pederssøn Beyer, född 1528 i Aurland, död 1575 i Bergen, var en norsk författare, skriftlärd och humanist. Beyer var gift med Anne Pedersdatter. 
Beyer studerade teologi vid Köpenhamns och Wittenbergs universitet, bland annat för Melanchton. 1553 blev han teologie lektor i  Bergen där han kvarblev till sin död räknas till Norges främsta humanister. Beyer förde dagbok vilken delvis finns bevarad, och 1858 utgavs av Nicolay Nicolaysen. Dagboken ger en inblick i Bergen på 1500-talet och intressanta upplysningar om nordiska sjuårskriget. Beyer är känd även för sin historiska skildring Om Norgis Rige från 1567. Boken trycktes dock i utdrag först 1781, och i sin helhet 1858. En verkligt komplett utgåva utgavs först 1895 av Gustav Storm.